# جاك قاتل العمالقة
جاك قاتل العمالقة (بالإنجليزية:Jack the Giant Slayer) فيلم مغامرة وخيال أمريكي 2013 مقتبس عن الحكايات الخرافية جاك القاتل الضخم وجاك وشجرة الفاصولياء. الفيلم من إخراج بريان سينجر وبطولة نيكولاس هولت واليانور توملينسون وستانلي توكسي وايان ماكشين وبيل ناي وإيوان مكريغور.
يحكي الفيلم قصة عامل المزرعة جاك الذي عليه أن ينقذ الأميرة ايزابيل من سلالة من العمالقة بعد أن فتح بوابة إلى عالمهم.
تم افتتاح الفيلم لأول مرة في 26 فبراير 2013 في هوليوود ثم في صالات العرض في أمريكا في 1 مارس 2013، تلقى الفيلم مراجعات متفاوتة من النقاد.

## الممثلون
نيكولاس هولت بدور جاك 

اليانور توملينسون بدور الأميرة ايزابيل 

ايان ماكشين بدور الملك 

ستانلي توكسي بدور لورد رودريك 

بيل ناي بدور جنرال فالون

## وصلات خارجية
- جاك قاتل العمالقة على موقع IMDb (الإنجليزية)
- جاك قاتل العمالقة على موقع ميتاكريتيك (الإنجليزية)
- جاك قاتل العمالقة على موقع روتن توميتوز (الإنجليزية)
- جاك قاتل العمالقة على موقع نتفليكس (الإنجليزية)
- جاك قاتل العمالقة على موقع قاعدة بيانات الأفلام العربية
- جاك قاتل العمالقة على موقع ألو سيني (الفرنسية)
- جاك قاتل العمالقة على موقع Turner Classic Movies (الإنجليزية)
- جاك قاتل العمالقة على موقع أول موفي (الإنجليزية)
- جاك قاتل العمالقة على موقع بوكس أوفيس موجو (الإنجليزية)
- جاك قاتل العمالقة على موقع فيلمافينيتي (الإسبانية)

1. ↑  وصلة مرجع: http://filmspot.pt/filme/jack-the-giant-slayer-81005/. الوصول: 27 مايو 2016.
2. ↑  مذكور في: قاعدة بيانات الأفلام على الإنترنت. مُعرِّف قاعدة بيانات الأفلام على الإنترنت (IMDb): tt1351685. لغة العمل أو لغة الاسم: الإنجليزية.